# IDM-Saison 2024
Bei der Internationalen Deutschen Motorradmeisterschaft 2024 wurden Titel in den Klassen IDM Superbike, IDM Supersport 600, IDM Supersport 300 und IDM Sidecar vergeben.

## Punkteverteilung
Weltmeister wird derjenige Fahrer beziehungsweise der Hersteller, der bis zum Saisonende die meisten Punkte in der Weltmeisterschaft angesammelt hat. Bei der Punkteverteilung werden die Platzierungen im Gesamtergebnis des jeweiligen Rennens berücksichtigt. Die fünfzehn erstplatzierten Fahrer jedes Rennens erhalten Punkte nach folgendem Schema:
| Punkteverteilung | Punkteverteilung | Punkteverteilung | Punkteverteilung | Punkteverteilung | Punkteverteilung | Punkteverteilung | Punkteverteilung | Punkteverteilung | Punkteverteilung | Punkteverteilung | Punkteverteilung | Punkteverteilung | Punkteverteilung | Punkteverteilung | Punkteverteilung |
| ---------------- | ---------------- | ---------------- | ---------------- | ---------------- | ---------------- | ---------------- | ---------------- | ---------------- | ---------------- | ---------------- | ---------------- | ---------------- | ---------------- | ---------------- | ---------------- |
| Platz            | 1                | 2                | 3                | 4                | 5                | 6                | 7                | 8                | 9                | 10               | 11               | 12               | 13               | 14               | 15               |
| Punkte           | 25               | 20               | 16               | 13               | 11               | 10               | 9                | 8                | 7                | 6                | 5                | 4                | 3                | 2                | 1                |

In die Wertung kamen alle erzielten Resultate.

## Superbike

### Rennergebnisse
| Nr. | Datum  | Rennen         | Pole-Position        | Lauf               | Platz 1              | Platz 2              | Platz 3              | Schn. Rennrunde    | Gesamtführung        | Gesamtführung |
| Nr. | Datum  | Rennen         | Pole-Position        | Lauf               | Platz 1              | Platz 2              | Platz 3              | Schn. Rennrunde    | Fahrer               | Konstrukteur  |
| --- | ------ | -------------- | -------------------- | ------------------ | -------------------- | -------------------- | -------------------- | ------------------ | -------------------- | ------------- |
| 1   | 05.05. | Sachsenring    | Patrick Hobelsberger | 1                  | Lorenzo Zanetti      | Toni Finsterbusch    | Patrick Hobelsberger | Lorenzo Zanetti    | Lorenzo Zanetti      | Ducati        |
| 1   | 05.05. | Sachsenring    | Patrick Hobelsberger | 2                  | Patrick Hobelsberger | Florian Alt          | Illja Mychaltschyk   | Illja Mychaltschyk | Patrick Hobelsberger | BMW           |
| 2   | 02.06. | Oschersleben   | Illja Mychaltschyk   | 1                  | Illja Mychaltschyk   | Florian Alt          | Bálint Kovács        | Illja Mychaltschyk | Patrick Hobelsberger | BMW           |
| 2   | 02.06. | Oschersleben   | Illja Mychaltschyk   | 2                  | Illja Mychaltschyk   | Florian Alt          | Bálint Kovács        | Illja Mychaltschyk | Florian Alt          | BMW           |
| 3   | 22.06. | Most           | Illja Mychaltschyk   | 1                  | Illja Mychaltschyk   | Florian Alt          | Jan-Ole Jähnig       | Hannes Soomer      | Illja Mychaltschyk   | BMW           |
| 3   | 22.06. | Most           | Illja Mychaltschyk   | 2                  | Florian Alt          | Illja Mychaltschyk   | Hannes Soomer        | Illja Mychaltschyk | Florian Alt          | BMW           |
| 4   | 28.07. | Schleiz        | Illja Mychaltschyk   | 1                  | Illja Mychaltschyk   | Markus Reiterberger  | Florian Alt          | Illja Mychaltschyk | Illja Mychaltschyk   | BMW           |
| 4   | 28.07. | Schleiz        | Illja Mychaltschyk   | 2                  | Illja Mychaltschyk   | Markus Reiterberger  | Florian Alt          | Illja Mychaltschyk | Illja Mychaltschyk   | BMW           |
| 5   | 18.08. | Assen          |                      | 1                  | Illja Mychaltschyk   | Hannes Soomer        | Patrick Hobelsberger |                    | Illja Mychaltschyk   | BMW           |
| 5   | 18.08. | Assen          | 2                    | Illja Mychaltschyk | Hannes Soomer        | Patrick Hobelsberger |                      |                    | Illja Mychaltschyk   | BMW           |
| 6   | 01.09. | Nürburgring    |                      | 1                  | Illja Mychaltschyk   | Hannes Soomer        | Toni Finsterbusch    |                    | Illja Mychaltschyk   | BMW           |
| 6   | 01.09. | Nürburgring    | 2                    | Hannes Soomer      | Illja Mychaltschyk   | Lorenzo Zanetti      |                      |                    | Illja Mychaltschyk   | BMW           |
| 7   | 22.09. | Hockenheimring |                      | 1                  | Florian Alt          | Jan-Ole Jähnig       | Illja Mychaltschyk   |                    | Illja Mychaltschyk   | BMW           |
| 7   | 22.09. | Hockenheimring | 2                    | Illja Mychaltschyk | Jan-Ole Jähnig       | Patrick Hobelsberger |                      |                    | Illja Mychaltschyk   | BMW           |

### Fahrerwertung
| Pos.                                | Fahrer               | Motorrad           | Rennstall                              | HOH | HOH | OSC | OSC | MOS | MOS | SCH | SCH | NED | NED | NÜR | NÜR | HOC | HOC | Gesamt |
| Pos.                                | Fahrer               | Motorrad           | Rennstall                              | L1  | L2  | L1  | L2  | L1  | L2  | L1  | L2  | L1  | L2  | L1  | L2  | L1  | L2  | Gesamt |
| ----------------------------------- | -------------------- | ------------------ | -------------------------------------- | --- | --- | --- | --- | --- | --- | --- | --- | --- | --- | --- | --- | --- | --- | ------ |
| 1                                   | Illja Mychaltschyk   | BMW M 1000 RR      | Champion Alpha Van Zon BMW             | 14  | 3   | 1   | 1   | 1   | 2   | 1   | 1   | 1   | 1   | 1   | 2   | 3   | 1   | 299    |
| 2                                   | Florian Alt          | Honda CBR 1000RR-R | Holzhauer Racing Promotion             | 6   | 2   | 2   | 2   | 2   | 1   | 3   | 3   | DNS | DNS | 5   | 5   | 1   | 4   | 215    |
| 3                                   | Toni Finsterbusch    | BMW M 1000 RR      | GERT56                                 | 2   | 5   | 10  | 4   | 10  | 4   | 5   | 4   | 4   | 4   | 3   | 4   | 7   | 8   | 165    |
| 4                                   | Patrick Hobelsberger | BMW M 1000 RR      | GERT56                                 | 3   | 1   | 6   | DSQ | 14  | 7   | 4   | 5   | 3   | 3   | 7   | 12  | 5   | 3   | 164    |
| 5                                   | Lorenzo Zanetti      | Ducati Panigale V4 | Triple M Racing Ducati Frankfurt       | 1   | 4   | 7   | 7   | 4   | 5   | INJ | INJ | 6   | 7   | 4   | 3   | 6   | 5   | 149    |
| 6                                   | Jan-Ole Jähnig       | BMW M 1000 RR      | GERT56                                 | 13  | 6   | 4   | 6   | 3   | 6   | 6   | 4   | DNF | DNF | DNF | 8   | 2   | 2   | 137    |
| 7                                   | Hannes Soomer        | BMW M 1000 RR      | Enemat Enos Motorsport                 | INJ | INJ | 5   | 8   | DNF | 3   | 8   | 10  | 2   | 2   | 2   | 1   | INJ | INJ | 136    |
| 8                                   | Bálint Kovács        | BMW M 1000 RR      | Champion Alpha Van Zon BMW             | 8   | 9   | 3   | 3   | 7   | 18  | 9   | 9   |     | 6   | 8   | 7   | 8   | 6   | 117    |
| 9                                   | Leandro Mercado      | Kawasaki ZX-10RR   | Kawasaki Weber Racing                  | 9   | 8   | 8   | 5   | 5   | 8   | 7   | DNF | 5   | DNF | 11  | 9   | DNF | 10  | 92     |
| 14                                  | Thomas Gradinger     | Yamaha YZF-R 1     | Yamaha Racing                          | DNF | 12  | 11  | 14  | 6   | 10  | 11  | 8   | DNF | DNF | 14  | DNF |     | 15  | 45     |
| 10                                  | Maximilian Kofler    | Yamaha YZF-R 1     | Yamalube Motorsport Kofler             | 4   | 10  | 19  | 16  | 9   | 9   | 15  | DNS | 9   | 9   | 9   | DNF | 9   | 7   | 71     |
| 11                                  | Jan Mohr             | BMW M 1000 RR      | Champion Alpha Van Zon BMW             | 10  | 7   | INJ | INJ | INJ | INJ | DNF | 12  | 10  | 10  | 6   | 6   | 4   | DNF | 64     |
| 12                                  | Philipp Steinmayr    | BMW M 1000 RR      | Champion Alpha Van Zon BMW             | 7   | 11  | 14  | 17  | 8   | 13  | 12  | 11  | 8   | 10  | DNF | DNS | INJ | INJ | 52     |
| 13                                  | Luca Grünwald        | BMW M 1000 RR      | BCC-Alpha-Ilmberger Racing Team        | DNF | DNF | DNF | 10  | 12  | 12  | 10  | 7   |     |     |     |     |     |     | 31     |
| 14                                  | Leon Orgis           | Yamaha YZF-R 1     | Yamaha Racing                          | 5   | DNF | 12  | 9   | DNF | DNS | INJ | INJ |     |     |     |     |     |     | 22     |
| 16                                  | Milan Merckelbagh    | BMW M 1000 RR      | IDENHOF-MRP                            | DNF | DNS | DNF | 11  | 17  | 14  | 14  | 13  |     |     |     |     |     |     | 14     |
| 17                                  | Max Schmidt          | BMW M 1000 RR      | Champion Alpha Van Zon BMW             | 12  | 18  | 13  | DNF | 11  | 15  | INJ | INJ |     |     |     |     |     |     | 13     |
| 18                                  | Wladimir Leonow      | Ducati Panigale V4 | Hertrampf Racing Ducati                |     |     | 9   | 12  | INJ | INJ | INJ | INJ |     |     |     |     |     |     | 11     |
| 19                                  | Max Enderlein        | Yamaha YZF-R 1     | Yamaha Racing by M32                   | 17  | 17  | 17  | 13  | 16  | 11  | 17  | DNS |     |     |     |     |     |     | 8      |
| 20                                  | Kevin Orgis          | BMW M 1000 RR      | ORM Racing Team                        | 15  | 13  | 15  | DNF | 15  |     |     |     |     |     |     |     |     |     | 7      |
| 21                                  | Nico Thöni           | Kawasaki ZX-10RR   | Kawasaki Weber Motos Racing            | 11  | 15  |     |     |     |     |     |     |     |     |     |     |     |     | 6      |
| 22                                  | Sandro Wagner        | BMW M 1000 RR      | Motoforce Racing                       | 16  | 14  | 21  | 23  | DNF | 19  |     |     |     |     |     |     |     |     | 2      |
| 23                                  | Marco Fetz           | BMW M 1000 RR      | MF-Racing powered by Jung              | 18  | 16  | 20  | 19  | 18  | 17  |     |     |     |     |     |     |     |     | 0      |
| 24                                  | Oliver König         | Ducati Panigale V4 | Hertrampf Racing Ducati                | DNF | DNF | DNF | DNF | 19  | 16  |     |     |     |     |     |     |     |     | 0      |
| 25                                  | Colin Velthuizen     | BMW M 1000 RR      | RR SOCIA RACING CO2 compensated by BCI | DNF | DNF | 16  | 18  | DNF | DNS |     |     |     |     |     |     |     |     | 0      |
| 26                                  | Rob Hartog           | Yamaha YZF-R 1     | SWPN                                   | DNS | DNS | 18  | 20  | DNF | DNF |     |     |     |     |     |     |     |     | 0      |
| 27                                  | Marc Moser           | Ducati Panigale V4 | Triple M Racing Ducati Frankfurt       | DNF | 19  | 22  | 21  | DNF | 21  |     |     |     |     |     |     |     |     | 0      |
| 28                                  | Björn Stuppi         | BMW M 1000 RR      | RR SOCIA RACING CO2 compensated by BCI | 19  | DNF | 23  | 24  | 24  | DNF |     |     |     |     |     |     |     |     | 0      |
| 29                                  | Leon Franz           | BMW M 1000 RR      | Team MG RaceTec                        | DNF | DNS | INJ | INJ | DNF | 23  |     |     |     |     |     |     |     |     | 0      |
|                                     | Johann Flammann      | Kawasaki ZX-10RR   | Kawasaki Weber Racing                  | DNF | DNS | INJ | INJ | INJ | INJ |     |     |     |     |     |     |     |     | 0      |
|                                     | Martin Vugrinec      | Kawasaki ZX-10RR   | Kawasaki Weber Motos Racing            | INJ | INJ | INJ | INJ |     |     |     |     |     |     |     |     |     |     | 0      |
| Gaststarter: Nicht punkteberechtigt |                      |                    |                                        |     |     |     |     |     |     |     |     |     |     |     |     |     |     |        |
|                                     | Markus Reiterberger  | BMW M 1000 RR      | MASTEROIL by MRP                       |     |     |     |     |     |     | 2   | 2   |     |     |     |     |     |     |        |
|                                     | Federico Caricasulo  | Kawasaki ZX-10RR   | Skach Motors - Kawasaki Racing         |     |     | DNF | 15  | 13  | DNF |     |     |     |     |     |     |     |     |        |
|                                     | Moritz Jenkner       | BMW M 1000 RR      | PZ-Motorsport / Racespare.com          |     |     |     |     | 20  | 20  |     |     |     |     |     |     |     |     |        |
|                                     | Julius Ilmberger     | BMW M 1000 RR      | BCC-Alpha-Ilmberger Carbon Racing Team |     |     | DNF | 22  | 23  | 22  |     |     |     |     |     |     |     |     |        |

| Farbe         | Bedeutung                               |
| ------------- | --------------------------------------- |
| Gold          | Sieger                                  |
| Silber        | 2. Platz                                |
| Bronze        | 3. Platz                                |
| Grün          | Platzierung in den Punkten              |
| Blau          | Klassifiziert außerhalb der Punkteränge |
| Violett       | Rennen nicht beendet (DNF)              |
| Violett       | nicht klassifiziert (NC)                |
| Rot           | nicht qualifiziert (DNQ)                |
| Schwarz       | disqualifiziert (DSQ)                   |
| Weiß          | nicht am Start (DNS)                    |
| Weiß          | zurückgezogen (WD)                      |
| Weiß          | Rennen abgesagt (C)                     |
| ohne Farbe    | nicht am Training teilgenommen (DNP)    |
| ohne Farbe    | verletzt oder krank (INJ)               |
| ohne Farbe    | ausgeschlossen (EX)                     |
| ohne Farbe    | nicht erschienen (DNA)                  |
| fett          | Pole-Position                           |
| kursiv        | Schnellste Rennrunde                    |
| unterstrichen | WM-Führung                              |
| hochgestellt  | Platzierung im Sprintrennen             |

### Konstrukteurswertung
| 1 | BMW      | 318 |
| 2 | Honda    | 155 |
| 3 | Yamaha   | 103 |
| 4 | Ducati   | 98  |
| 5 | Kawasaki | 69  |

## Supersport

### Rennergebnisse
| Nr. | Datum  | Rennen         | Pole-Position  | Lauf | Platz 1             | Platz 2        | Platz 3          | Schn. Rennrunde     | Gesamtführung  | Gesamtführung |
| Nr. | Datum  | Rennen         | Pole-Position  | Lauf | Platz 1             | Platz 2        | Platz 3          | Schn. Rennrunde     | Fahrer         | Konstrukteur  |
| --- | ------ | -------------- | -------------- | ---- | ------------------- | -------------- | ---------------- | ------------------- | -------------- | ------------- |
| 1   | 04.05. | Sachsenring    | Andreas Kofler | 1    | Štepán Zuda         | Andreas Kofler | Daniel Blin      | Štepán Zuda         | Štepán Zuda    | Ducati        |
| 1   | 05.05. | Sachsenring    | Andreas Kofler | 2    | Andreas Kofler      | Dirk Geiger    | Daniel Blin      | Daniel Blin         | Andreas Kofler | Yamaha        |
| 2   | 02.06. | Oschersleben   | Andreas Kofler | 1    | Luca de Vleeschauer | Lennox Lehmann | Marvin Siebdrath | Luca de Vleeschauer | Andreas Kofler | Yamaha        |
| 2   | 02.06. | Oschersleben   | Andreas Kofler | 2    | Luca de Vleeschauer | Andreas Kofler | Lennox Lehmann   | Andreas Kofler      | Andreas Kofler | Yamaha        |
| 3   | 22.06. | Most           | Andreas Kofler | 1    | Andreas Kofler      | Twan Smits     | Daniel Blin      | Andreas Kofler      | Andreas Kofler | Yamaha        |
| 3   | 23.06. | Most           | Andreas Kofler | 2    | Andreas Kofler      | Daniel Blin    | Jonáš Kocourek   | Andreas Kofler      | Andreas Kofler | Yamaha        |
| 4   | 28.07. | Schleiz        | Andreas Kofler | 1    | Twan Smits          | Lennox Lehmann | Dirk Geiger      | Twan Smits          | Andreas Kofler | Yamaha        |
| 4   | 28.07. | Schleiz        | Andreas Kofler | 2    | Twan Smits          | Lennox Lehmann | Andreas Kofler   | Twan Smits          | Andreas Kofler | Yamaha        |
| 5   | 18.08. | Assen          |                | 1    |                     |                |                  |                     | Andreas Kofler | Yamaha        |
| 5   | 18.08. | Assen          | 2              |      |                     |                |                  |                     |                | Yamaha        |
| 6   | 01.09. | Nürburgring    |                | 1    |                     |                |                  |                     |                |               |
| 6   | 01.09. | Nürburgring    | 2              |      |                     |                |                  |                     |                |               |
| 7   | 22.09. | Hockenheimring |                | 1    |                     |                |                  |                     |                |               |
| 7   | 22.09. | Hockenheimring | 2              |      |                     |                |                  |                     |                |               |

### Fahrerwertung
| Pos.                                | Fahrer               | Motorrad                 | Rennstall                               | HOH | HOH | OSC | OSC | MOS | MOS | SCH | SCH | NED | NED | NÜR | NÜR | HOC | HOC | Gesamt |
| Pos.                                | Fahrer               | Motorrad                 | Rennstall                               | L1  | L2  | L1  | L2  | L1  | L2  | L1  | L2  | L1  | L2  | L1  | L2  | L1  | L2  | Gesamt |
| ----------------------------------- | -------------------- | ------------------------ | --------------------------------------- | --- | --- | --- | --- | --- | --- | --- | --- | --- | --- | --- | --- | --- | --- | ------ |
| 1                                   | Andreas Kofler       | Yamaha YZF-R 6           | Yamalube Motorsport Kofler              | 2   | 1   | 5   | 2   | 1   | 1   | DNF | 3   |     |     |     |     |     |     | 142    |
| 2                                   | Daniel Blin          | Ducati Panigale V2       | AF Racing Team                          | 3   | 3   | 4   | 6   | 3   | 2   | 4   | 4   |     |     |     |     |     |     | 110,5  |
| 3                                   | Luca de Vleeschauer  | Triumph Street Triple RS | MotoLife                                | 4   | 5   | 1   | 1   | 6   | 8   | 7   | 8   |     |     |     |     |     |     | 107,5  |
| 4                                   | Lennox Lehmann       | Yamaha YZF-R 6           | Yamalube Motorsport Kofler              | 7   | 4   | 2   | 3   | 4   | DNF | 2   | 2   |     |     |     |     |     |     | 101    |
| 5                                   | Dirk Geiger          | Honda CBR600RR           | MCA Racing                              | 9   | 2   | 6   | 7   | 10  | 7   | 3   | 5   |     |     |     |     |     |     | 84     |
| 6                                   | Twan Smits           | Yamaha YZF-R 6           | Team Apreco                             | 5   | 7   | DNF | DNF | 2   | DNF | 1   | 1   |     |     |     |     |     |     | 77,5   |
| 7                                   | Filip Feigl          | Triumph Street Triple RS | Genius Racing Team                      | 10  | 11  | 8   | 9   | 8   | 6   |     |     |     |     |     |     |     |     | 49     |
| 8                                   | Marvin Siebdrath     | Yamaha YZF-R 6           | Yamaha Racing by M32                    | DNF | 8   | 3   | 5   | 11  | DNF | 5   | 7   |     |     |     |     |     |     | 56,5   |
| 9                                   | Luca Göttlicher      | Triumph Street Triple RS | Triumph Germany Supersport Racing       | 12  | DNS | 9   | 8   | 9   | 5   | DNF | 6   |     |     |     |     |     |     | 54     |
| 10                                  | Kyle Smith           | Kawasaki ZX-6 R          | Kawasaki Weber Racing                   | 6   | 6   | 7   | 4   | DNF | DNF | 11  | 12  |     |     |     |     |     |     | 48,5   |
| 12                                  | Štepán Zuda          | Ducati Panigale V2       | AF Racing Team                          | 1   | 20  | DNF | DNF | 12  | 11  |     |     |     |     |     |     |     |     | 38     |
| 12                                  | Sasha de Vits        | Yamaha YZF-R 6           | Team SWPN                               | 11  | 9   | 10  | DNF | 13  | 9   |     |     |     |     |     |     |     |     | 32     |
| 13                                  | Kevin Wahr           | Triumph Street Triple RS | Triumph Germany Supersport Racing       | 8   | 10  | 13  | 13  | 14  | 13  |     |     |     |     |     |     |     |     | 26     |
| 14                                  | Kas Beekmans         | Yamaha YZF-R 6           | Team Apreco                             | 20  | 12  | DNF | 10  | DNF | 10  |     |     |     |     |     |     |     |     | 18     |
| 15                                  | Jorke Erwig          | Kawasaki ZX-6 R          | Kawasaki Weber Racing                   | 16  | 13  | 14  | 12  | 15  | 15  |     |     |     |     |     |     |     |     | 15     |
| 16                                  | Wiljan van Wikselaar | Ducati Panigale V2       | WST Wixx Racing Ducati                  | 13  | 17  | 11  | 19  | DNF | 12  |     |     |     |     |     |     |     |     | 14     |
| 17                                  | Julius Caesar Rörig  | Honda CBR600RR           | MCA Racing                              | DNF | 14  | 12  | DNF | DNF |     |     |     |     |     |     |     |     |     | 6      |
| 18                                  | Till Belczykowski    | MV Agusta F3 800 RR      | LJ Racing                               | 17  | 16  | 18  | 11  | DNF | 16  |     |     |     |     |     |     |     |     | 7      |
| 19                                  | Thomas Eder          | Yamaha YZF-R 6           | Eder Racing – Yamaha GYTR               | 15  | 15  | 15  | 14  | 18  | 17  |     |     |     |     |     |     |     |     | 6      |
| 20                                  | Jef van Calster      | Ducati Panigale V2       | B.art Racing Team                       | 14  | 18  | 16  | 15  | 16  | 18  |     |     |     |     |     |     |     |     | 5      |
| 21                                  | Damien Raemy         | Kawasaki ZX-6 R          | Viamo Racing IDM Supersport Team        |     |     | 17  | 16  | 17  | 14  |     |     |     |     |     |     |     |     | 5      |
| 22                                  | Thijs Westenbrink    | Yamaha YZF-R 6           | SRTD Pearle Gebben Racing               | 18  | 21  | 20  | DNF | 20  | 20  |     |     |     |     |     |     |     |     | 0      |
| 23                                  | Peter Feigl          | Triumph Street Triple RS | Genius Racing Team                      | 19  | 19  | 19  | 17  | 19  | 19  |     |     |     |     |     |     |     |     | 0      |
| Gaststarter: Nicht punkteberechtigt |                      |                          |                                         |     |     |     |     |     |     |     |     |     |     |     |     |     |     |        |
|                                     | Jonáš Kocourek       | Ducati Panigale V2       | SP Racing Project                       |     |     |     |     | 7   | 3   |     |     |     |     |     |     |     |     |        |
|                                     | Marcel Brenner       | Kawasaki ZX-6 R          | Viamo Racing IDM Supersport Team by MTM |     |     |     |     | 5   | 4   |     |     |     |     |     |     |     |     |        |
|                                     | Marvin Kreimes       | Ducati Panigale V2       | Team Kreimes Racing                     |     |     | DNF | 18  |     |     |     |     |     |     |     |     |     |     |        |

| Farbe         | Bedeutung                               |
| ------------- | --------------------------------------- |
| Gold          | Sieger                                  |
| Silber        | 2. Platz                                |
| Bronze        | 3. Platz                                |
| Grün          | Platzierung in den Punkten              |
| Blau          | Klassifiziert außerhalb der Punkteränge |
| Violett       | Rennen nicht beendet (DNF)              |
| Violett       | nicht klassifiziert (NC)                |
| Rot           | nicht qualifiziert (DNQ)                |
| Schwarz       | disqualifiziert (DSQ)                   |
| Weiß          | nicht am Start (DNS)                    |
| Weiß          | zurückgezogen (WD)                      |
| Weiß          | Rennen abgesagt (C)                     |
| ohne Farbe    | nicht am Training teilgenommen (DNP)    |
| ohne Farbe    | verletzt oder krank (INJ)               |
| ohne Farbe    | ausgeschlossen (EX)                     |
| ohne Farbe    | nicht erschienen (DNA)                  |
| fett          | Pole-Position                           |
| kursiv        | Schnellste Rennrunde                    |
| unterstrichen | WM-Führung                              |
| hochgestellt  | Platzierung im Sprintrennen             |

| 1 | Yamaha   | 287,5 |
| 2 | Triumph  | 178,5 |
| 3 | Ducati   | 148,5 |
| 4 | Honda    | 91    |
| 5 | Kawasaki | 63,5  |
| 5 | Honda    | 91    |

## Supersport 300

### Rennergebnisse
| Nr. | Datum  | Rennen         | Pole-Position    | Lauf | Platz 1          | Platz 2             | Platz 3         | Schn. Rennrunde | Gesamtführung   | Gesamtführung |
| Nr. | Datum  | Rennen         | Pole-Position    | Lauf | Platz 1          | Platz 2             | Platz 3         | Schn. Rennrunde | Fahrer          | Konstrukteur  |
| --- | ------ | -------------- | ---------------- | ---- | ---------------- | ------------------- | --------------- | --------------- | --------------- | ------------- |
| 1   | 04.05. | Sachsenring    | Jeffrey Buis     | 1    | Oliver Svendsen  | Ruben Bijman        | Jeffrey Buis    | Ruben Bijman    | Oliver Svendsen | KTM           |
| 1   | 05.05. | Sachsenring    | Jeffrey Buis     | 2    | Dylan Czarkowski | Senna van den Hoven | Oliver Svendsen | Loris Veneman   | Oliver Svendsen | KTM           |
| 2   | 01.06. | Oschersleben   | Jeffrey Buis     | 1    | Jeffrey Buis     | Ruben Bijman        | Oliver Svendsen | Ruben Bijman    | Oliver Svendsen | KTM           |
| 2   | 02.06. | Oschersleben   | Jeffrey Buis     | 2    | Jeffrey Buis     | Oliver Svendsen     | Phillip Tonn    | Jeffrey Buis    | Oliver Svendsen | KTM           |
| 3   | 22.06. | Most           | Marco Gaggi      | 1    | Marco Gaggi      | Jeffrey Buis        | Oliver Svendsen | Jeffrey Buis    | Oliver Svendsen | KTM           |
| 3   | 23.06. | Most           | Marco Gaggi      | 2    | Marco Gaggi      | Jeffrey Buis        | Ruben Bijman    | Ruben Bijman    | Jeffrey Buis    | KTM           |
| 4   | 27.07. | Schleiz        | Dylan Czarkowski | 1    | Oliver Svendsen  | Ruben Bijman        | Phillip Tonn    | Ruben Bijman    | Oliver Svendsen | KTM           |
| 4   | 28.07. | Schleiz        | Dylan Czarkowski | 2    | Oliver Svendsen  | Ruben Bijman        | Fabio Sarasino  | Oliver Svendsen | Oliver Svendsen | KTM           |
| 5   | 17.08. | Assen          |                  | 1    |                  |                     |                 |                 | Oliver Svendsen | KTM           |
| 5   | 18.08. | Assen          | 2                |      |                  |                     |                 |                 |                 | KTM           |
| 6   | 31.08. | Nürburgring    |                  | 1    |                  |                     |                 |                 |                 | KTM           |
| 6   | 01.09. | Nürburgring    | 2                |      |                  |                     |                 |                 |                 | KTM           |
| 7   | 21.09. | Hockenheimring |                  | 1    |                  |                     |                 |                 |                 |               |
| 7   | 22.09. | Hockenheimring | 2                |      |                  |                     |                 |                 |                 |               |

### Fahrerwertung
| Pos.                                | Fahrer              | Motorrad           | Rennstall                      | HOH | HOH | OSC | OSC | MOS | MOS | SCH | SCH | NED | NED | NÜR | NÜR | HOC | HOC | Gesamt |
| Pos.                                | Fahrer              | Motorrad           | Rennstall                      | L1  | L2  | L1  | L2  | L1  | L2  | L1  | L2  | L1  | L2  | L1  | L2  | L1  | L2  | Gesamt |
| ----------------------------------- | ------------------- | ------------------ | ------------------------------ | --- | --- | --- | --- | --- | --- | --- | --- | --- | --- | --- | --- | --- | --- | ------ |
| 1                                   | Oliver Svendsen     | KTM RC390R         | Freudenberg KTM World SSP Team | 1   | 3   | 3   | 2   | 3   | 4   | 1   | 1   |     |     |     |     |     |     | 163    |
| 2                                   | Ruben Bijman        | KTM RC390R         | Freudenberg KTM World SSP Team | 2   | DSQ | 2   | 4   | 11  | 3   | 2   | 2   |     |     |     |     |     |     | 120    |
| 3                                   | Jeffrey Buis        | KTM RC390R         | Freudenberg KTM World SSP Team | 3   | DNF | 1   | 1   | 2   | 2   |     |     |     |     |     |     |     |     | 116    |
| 4                                   | Dylan Czarkowski    | Yamaha YZF-R3      | Racing DC                      | 6   | 1   | DNF | 7   | 6   | 5   | ̩4   | DNF |     |     |     |     |     |     | 84     |
| 5                                   | Senna van den Hoven | Kawasaki Ninja 400 | Molenaar Racing                | 7   | 2   | 5   | 5   | 4   | DNS | 6   | DNF |     |     |     |     |     |     | 78     |
| 6                                   | Phillip Tonn        | KTM RC390R         | Freudenberg KTM World SSP Team | 5   | 10  | 4   | 3   | DNF | 12  | 3   | DSQ |     |     |     |     |     |     | 72     |
| 7                                   | Korbinian Brandl    | KTM RC390R         | RBR-Racing                     | 8   | 6   | 6   | 6   | DNF | 11  | 7   | 4   |     |     |     |     |     |     | 69     |
| 8                                   | Fabio Sarasino      | KTM RC390R         | Freudenberg KTM World SSP Team | 10  | 4   | DNF | 8   | 7   | DSQ | 5   | 3   |     |     |     |     |     |     | 66     |
| 9                                   | Emil Tägtlund       | Yamaha YZF-R3      | Tägtlund Motorsport            | 9   | 5   | 9   | 11  | 10  | 12  | 9   | 5   |     |     |     |     |     |     | 46     |
| 10                                  | Niklas Böhlen       | Kawasaki Ninja 400 | Blau Power Bikes               | DNF | 9   | 8   | 9   | 9   | 9   | 8   | 6   |     |     |     |     |     |     | 60     |
| 11                                  | Ty Henriksen        | Kawasaki Ninja 400 | Henriksen Racing               | DNF | 8   | 7   | 10  | 8   | 8   | INJ | INJ |     |     |     |     |     |     | 44     |
| Gaststarter: Nicht punkteberechtigt |                     |                    |                                |     |     |     |     |     |     |     |     |     |     |     |     |     |     |        |
|                                     | Marco Gaggi         | Yamaha YZF-R3      | BrCorse                        |     |     |     |     | 1   | 1   |     |     |     |     |     |     |     |     |        |
|                                     | Loris Veneman       | Kawasaki Ninja 400 | MTM Kawasaki                   | 4   | 7   |     |     |     |     |     |     |     |     |     |     |     |     |        |
|                                     | Filip Novotný       | Kawasaki Ninja 400 | Accolade Smrž Racing BGR       |     |     |     |     | 5   | 6   |     |     |     |     |     |     |     |     |        |
|                                     | Christopher Clark   | Kawasaki Ninja 400 | Accolade Smrž Racing BGR       |     |     |     |     | DNF | 7   |     |     |     |     |     |     |     |     |        |

| Farbe         | Bedeutung                               |
| ------------- | --------------------------------------- |
| Gold          | Sieger                                  |
| Silber        | 2. Platz                                |
| Bronze        | 3. Platz                                |
| Grün          | Platzierung in den Punkten              |
| Blau          | Klassifiziert außerhalb der Punkteränge |
| Violett       | Rennen nicht beendet (DNF)              |
| Violett       | nicht klassifiziert (NC)                |
| Rot           | nicht qualifiziert (DNQ)                |
| Schwarz       | disqualifiziert (DSQ)                   |
| Weiß          | nicht am Start (DNS)                    |
| Weiß          | zurückgezogen (WD)                      |
| Weiß          | Rennen abgesagt (C)                     |
| ohne Farbe    | nicht am Training teilgenommen (DNP)    |
| ohne Farbe    | verletzt oder krank (INJ)               |
| ohne Farbe    | ausgeschlossen (EX)                     |
| ohne Farbe    | nicht erschienen (DNA)                  |
| fett          | Pole-Position                           |
| kursiv        | Schnellste Rennrunde                    |
| unterstrichen | WM-Führung                              |
| hochgestellt  | Platzierung im Sprintrennen             |

### Konstrukteurswertung
| 1 | KTM      | 344 |
| 2 | Kawasaki | 149 |
| 3 | Yamaha   | 148 |

## Rahmenrennen
- Im Rahmen der Internationalen Deutschen Motorradmeisterschaft 2024 finden Läufe zum Pro Superstock 10000 Cup, dem Yamaha R7 Cup, dem KTM Junior Cup sowie dem Northern Talent Cup statt.